# Barbey
Barbey – miejscowość i gmina we Francji, w regionie Île-de-France, w departamencie Sekwana i Marna.
Według danych na rok 1990 gminę zamieszkiwało 140 osób, a gęstość zaludnienia wynosiła 32 osób/km² (wśród 1287 gmin regionu Île-de-France Barbey plasuje się na 1034. miejscu pod względem liczby ludności, natomiast pod względem powierzchni na miejscu 723.).